# Verlag Neuer Merkur
Der Verlag Neuer Merkur wurde 1952 in Köln gegründet und ist heute zuhause in Planegg bei München.

## Produkte
Der Verlag produziert Fachzeitschriften, Fachbücher und E-Books. Kongress- und Seminar-Aktivitäten komplettieren das Programm.
Er publiziert Lizenzausgaben von Zeitschriften in arabischen, süd- und osteuropäischen Ländern und in Nordamerika, sowie als Tochterunternehmen in Barcelona den spanische Fachverlag EEE Ediciones Especializadas Europeas S.L., welcher vier Zeitschriften sowie Fachbücher in den Bereichen Dental und Podologie verlegt. Im Jahr 2018 kam der Bereich EEE Literaria dazu.
Zur VNM-Gruppe gehört die Unternehmensberatung CCP Commercial Consulting & Publishing, die auf Strategieberatung für mittelständische Medien-Unternehmen spezialisiert ist.
Dem Thema Sachbücher und E-Books widmet sich BC-Publications, der Bookspot Verlag verlegt Belletristik.
Der geschäftsführende Gesellschafter des Verlags Burkhard P. Bierschenck.